# غونتر هاسه
غونتر هاسه (بالألمانية: Günther Haase)‏ هو غطاس ألماني، ولد في 11 يونيو 1925 في هامبورغ في ألمانيا.

## وصلات خارجية
- غونثر هاسي على موقع الاتحاد الدولي للسباحة (الإنجليزية)
- غونثر هاسي على موقع اللجنة الأولمبية الدولية (الإنجليزية)
- غونثر هاسي على موقع أوليمبيديا (الإنجليزية)